# Kanton Delle
Der Kanton Delle ist ein Wahlkreis im französischen Département Territoire de Belfort in der Region Bourgogne-Franche-Comté. Hauptort ist Delle.

## Gemeinden
Der Kanton besteht aus 16 Gemeinden mit insgesamt 17.373 Einwohnern (Stand: 1. Januar 2022) auf einer Gesamtfläche von 106,77 km²:
| Gemeinde              | Einwohner 1. Januar 2022 | Fläche km² | Dichte Einw./km² | Code INSEE | Postleitzahl |
| --------------------- | ------------------------ | ---------- | ---------------- | ---------- | ------------ |
| Beaucourt             | 4.985                    | 4,95       | 1.007            | 90009      | 90500        |
| Courcelles            | 128                      | 5,32       | 24               | 90027      | 90100        |
| Courtelevant          | 375                      | 5,82       | 64               | 90028      | 90100        |
| Croix                 | 178                      | 5,41       | 33               | 90030      | 90100        |
| Delle                 | 5.677                    | 9,20       | 617              | 90033      | 90100        |
| Faverois              | 592                      | 6,50       | 91               | 90043      | 90100        |
| Fêche-l’Église        | 721                      | 3,93       | 183              | 90045      | 90100        |
| Florimont             | 465                      | 18,19      | 26               | 90046      | 90100        |
| Joncherey             | 1.439                    | 5,18       | 278              | 90056      | 90100        |
| Lebetain              | 419                      | 4,84       | 87               | 90063      | 90100        |
| Lepuix-Neuf           | 315                      | 5,46       | 58               | 90064      | 90100        |
| Montbouton            | 425                      | 2,81       | 151              | 90070      | 90500        |
| Réchésy               | 765                      | 12,61      | 61               | 90081      | 90370        |
| Saint-Dizier-l’Évêque | 430                      | 10,83      | 40               | 90090      | 90100        |
| Thiancourt            | 281                      | 2,67       | 105              | 90096      | 90100        |
| Villars-le-Sec        | 178                      | 3,05       | 58               | 90105      | 90100        |
| Kanton Delle          | 17.373                   | 106,77     | 163              | 9006       | –            |

Bis zur landesweiten Neuordnung der französischen Kantone im März 2015 gehörten zum Kanton Delle die zehn Gemeinden Courcelles, Courtelevant, Delle, Faverois, Florimont, Joncherey, Lebetain, Lepuix-Neuf, Réchésy und Thiancourt. Sein Zuschnitt entsprach einer Fläche von 76 km km2. Er besaß vor 2015 einen anderen INSEE-Code als heute, nämlich 9002.